# Theodoretus van Cyrrhus
Theodoretus van Cyrrhus (Grieks: Θεοδώρητος Κύρρου) (Antiochië aan de Orontes rond 393 - Cyrrhus, na 458 en voor 466) was bisschop van Cyrrhus (ook: Cyrus of Kyros), theoloog en Antiocheens kerkvader. Ook was hij kerkhistoricus.
Het is onduidelijk waar de voorbeeldig geschoolde Theodoretus zijn opleiding genoot. Zowel het klooster van Antiochië alsook een heidense scholing komen in aanmerking. Door Clemens van Alexandrië en Eusebius van Caesarea is overgeleverd dat Theodoretus een grote kennis van de klassieke filosofie bezat. 
Of de theologen Diodorus van Tarsus en Theodorus van Mopsuestia zijn leraren zijn geweest, blijft speculatie. Theodoretus zou rond 415 in het klooster van Nikertai bij Apamea zijn ingetreden. Twee jaar later begon hij in het openbaar te preken. Door het succes dat hij met zijn optreden boekte, werd hij in 423 tot bisschop van Cyrrhus gewijd en toonde zich tijdens zijn pontificaat een kundig bestuurder. 
In het bisdom Cyrrhus drong Theodoretus de invloed van de geharmoniseerde Diatessaron van de gnosticus Tatianus terug ten gunste van de pluriforme evangeliën. Hij trad bovendien op tegen apollinaristen, arianen, eunomianen, macedonianen en marcionisten.

## Nestorianisme
In de theologische discussie over de natuur van Christus kwam het tot verschillend woordgebruik, dat voor verwarring zorgde. De mens Jezus maakte van Maria een antropotokos (Moeder van de mens Jezus), maar ook een theotokos (moeder van God). Volgens Nestorius kon het "eeuwig voortkomen van de Zoon uit de Vader" niet eeuwig via Maria voltrokken worden, en hij koos daarom voor de alternatieve term "christotokos" (moeder van Christus). Feitelijk blijkt hieruit slechts hoezeer Nestorius de menselijke en goddelijke natuur van Christus uit elkaar wil houden, het verwijt dat Nestorius op grond van zijn "christotokos"-formulering zou leren dat Christus slechts mens was (net als Paulus van Samosata), lijkt onhoudbaar. Het was met name de beeldspraak van Nestorius over "het wonen van de godheid van de Zoon in het lichaam van Jezus zoals het wonen in een tempel", die voor misverstanden zorgde.
Het leverde Nestorius een aanval van Cyrillus van Alexandrië op, die in de nestoriaanse Jezus een eenheid, die pas door de ontmoeting tussen de eeuwige Logos en de tijdelijke mens op grond van genade (van God) en vrije wil (van de mens Jezus) tot stand kwam. Hierin zou Jezus Christus niet pre-existent zijn en bovendien meenden sommigen (m.n. Dioscurus, opvolger van Cyrillus) dat de benadrukte twee naturen in een persoon zou kunnen worden geïnterpreteerd als twee personen (Jezus en Christus) in een verschijning. 

### Theodoretus' bemiddeling
Het hierdoor ontstane conflict tussen Cyrillus van Alexandrië en Nestorius, patriarch van Constantinopel, kwam onder mee tot uiting in de twaalf Anathemata. Hierin viel Cyrillus de leer van Nestorius aan. Theodoretus nam rond 430 stelling tegen deze Anathemata. Hij verweet Cyrillus een heterodox monofysitisme. Echter, het geschrift is verloren gegaan en de inhoud van Theodoretus' opvatting valt alleen te reconstrueren uit de repliek van Cyrillus. Anderzijds riep Theodoretus Nestorius op om de mariologische eretitel Theotokos, Maria als 'Moeder van God', te accepteren in plaats van vast te houden aan het als dubbelzinnig ervaren christotokos (Maria als 'Moeder van Christus'). De formulering Theotokos werd op het anti-nestoriaanse Concilie van Efeze in 431 bevestigd. Nestorius en diens verdediger Theodoretus werden veroordeeld. Op initiatief van Johannes van Antiochië en Theodoretus werd het hierdoor ontstane schisma tussen de aanhangers van de school van Alexandrië (en Rome) en die van Antiochië beëindigd per briefwisseling.

### Veroordeling
Rond 439 greep Theodoretus opnieuw naar de pen, deze keer om Theodorus van Mopsuestia en Diodorus van Tarsus tegen Cyrillus van Alexandrië te verdedigen. Omdat hij zich daarna ook mengde in de discussie rond de leer van Eutyches, werd hem de deelname aan de endemische synode van Constantinopel in 448 door patriarch Flavianus van Constantinopel ontzegd. Hier klaagde bisschop Eusebius van Doryleum Eutychius aan wegens ketterij. 
De opvolger van de inmiddels gestorven Cyrillus, Dioscurus van Alexandrië, beschuldigde Theodoretus van het spreken over twee zonen in Christus. Hierop werd Theodoretus verbannen. In 449 werd hij uitgesloten van deelname aan het concilie van Efeze, de zogenaamde roverssynode, vanwege zijn ruzie met de overleden Cyrillus van Alexandrië. Die synode excommuniceerde hem vervolgens en verbande hem naar een klooster in Apamea.

### Rehabilitatie
Nadat Theodoretus zich wendde tot paus Leo I, werd het excommunicatiebesluit van het concilie in 449 opgeheven. Daarop keerde Theodoretus in 450 terug naar zijn bisdom. Toen hij aan het Concilie van Chalcedon in oktober 451 deelnam, verklaarde Theodoretus dat hij enerzijds de aan Nestorius toegeschreven leerstellingen veroordeelde en hield tegelijkertijd vast aan de mariologische eretitel christotokos evenals aan de twee-naturenleer.

## Tweede concilie van Constantinopel (553)
In de 6e eeuw vaardigde keizer Justinianus I een edict uit, waarin Theodoretus samen met Theodorus van Mopsuestia en Ibas van Edessa postuum beschuldigd werden van heterodoxie. Op het Tweede Concilie van Constantinopel werd Theodoretus veroordeeld in het kader van de Driekapittelstrijd. Deze veroordeling moet gezien worden tegen de achtergrond om te komen tot een verzoening tussen de theologie van de rijkskerk en de monofysitische Kerken aan de oostgrenzen van het rijk.

## Werken
Theodoretus gaf zelf aan 35 verschillende werken geschreven te hebben. Hiervan zijn slechts delen bewaard gebleven. In de 20e eeuw zijn verschillende werken, traditioneel aan anderen toegeschreven, als van de hand van Theodoretus geïdentificeerd.

### Theologie
In zijn christologische theologie maakt Theodoretus weinig verschil tussen het Oude en Nieuwe Testament; het is voor hem een ondeelbaar geschrift, waarvan Christus het middelpunt vormt. In tegenstelling tot Theodorus van Mopsuestia begreep Theodoretus de messiaanse profetieën in het Oude Testament als expliciet christologische uitspraken. Net als Gregorius van Nyssa legt Theodoretus sterk de nadruk op het principiële verschil tussen het geschapene en ongeschapene.
Theodoretus kwam tot de stelling dat de twee naturen van Christus een zelfstandige eenheid vormden, maar dat Christus niet in staat was tot lijden. De incarnatie van de Logos vindt niet plaats in de menswording, maar in het aannemen van gestalte. Deze stelling vloeit voort uit de christologie van Theodoretus, waarin de begrippen hypostasis en prosopon als onderling inwisselbare begrippen gebruikt.
De vroeger aan Cyrillus van Alexandrië toegeschreven werken De sancta et vivifica Trinitate en De incarnatione Domini konden als gevolg van het onderzoek van de patroloog Albert Ehrhard aan Theodoretus worden toegeschreven. De werken De theologia et incarnatione divina en De Trinitate et dispensatione divina stammen van voor 430 en zijn door onderzoek van de filoloof Eduard Schwartz bij Severus van Antiochië getraceerd onder de naam De theologia sanctae Trinitatis et de oeconomia. In dit werk valt Theodoretus Cyrillus en de concilievaders van Efeze aan op grond van apollinarisme; hij verdedigt er het christotokos als gelijkwaardig aan het theotokos. 
In de Quaestiones et Responsiones ad Orthodoxos worden 66 vragen uit de dogmatiek, ethiek en exegese behandeld. Het werk werd in de 19e eeuw nog toegeschreven aan keizer Justinianus, maar later door Adolf von Harnack toegeschreven aan Diodorus van Tarsus en aan het eind van de 19e eeuw door patroloog Franz Xaver Funk aan Theodoretus.

### De Eranistes-dialogen
De zogenoemde Eranistes-dialogen vormen het hoofdwerk van Theodoretus. Hij formuleerde hierin een christologie tegen de voorstellingen van de naar het monofysitisme neigende Eutychius. Het werk is tegenwoordig van belang voor de patristiek en daarnaast met name voor de kennis van de leer van Apollinarius van Laodicea.

### Apologie
Zijn geschriften tegen apollinaristen, arianen, eunomianen, macedonianen en marcionisten zijn niet bewaard gebleven. Zijn uit de eerste helft van de 5e eeuw daterende Graecorum affectionum curatio behandelt in twaalf boeken de superioriteit van het christendom tegenover het heidendom. In het rond 453 ontstane Haereticorum fabularum compendium schetst de auteur de ketterijen vanaf Simon de Tovenaar tot aan Eutyches; het hoofdstuk over het nestoriaanse Eutychianisme is mogelijk een latere toevoeging door een latere auteur. Het deel over een aantal gnostische groeperingen, zoals de borboriten kan voor een deel gebaseerd zijn op de  Panarion van Epiphanius van Salamis.  Het Ad quaesita magorum over de weerlegging van perzische magische denkbeelden en klaagschrift over de christenvervolgingen is verdwenen.